# Armunia
Armunia és una localitat pertanyent al municipi de Lleó, a la província de Lleó i la comarca de Terra de Lleó, en la comunitat autònoma de Castella i Lleó. Fins al 1970, quan es va agregar al municipi de Lleó, estava constituït com a municipi independent. Els terrenys d'Armunia limiten amb els de Lleó al nord-est, Trobajo del Cerecedo al sud-est, Villacedré i Ribaseca al sud, Santovenia de la Valdoncina i Quintana de Raneros al sud-oest, Oncina de la Valdoncina, Aldea de la Valdoncina, Fresno del Camino i Valverde de la Virgen a l'oest i La Virgen del Camino, Oteruelo de la Valdoncina i Trobajo del Camino al nord-oest. Va pertànyer a l'antiga Germanor de Valdoncina.